# 克蘭克斯 (肯塔基州)
克蘭克斯（英語：Cranks）是位於美國肯塔基州哈倫縣的一個非建制地區。

## 地理
克蘭克斯所處的海拔為高於海平面447米（即1467英呎），而該地所採用的時區為UTC-5，即北美東部時區（EST）。同時該地設有夏令時間，為UTC-5調快一小時，即UTC-4（EDT）。